# Georg Moch
Georg Moch (* 22. Mai 1920 in Deutsch-Rasselwitz; † nach 1968) war ein deutscher Jurist, Polizeibeamter und 1968 in West-Berlin der Polizeipräsident in Berlin.

## Leben
Georg Moch kam in Deutsch-Rasselwitz im oberschlesischen Landkreis Neustadt O.S. als Sohn eines Reichsbahnbeamten zur Welt und besuchte zwischen 1930 und 1938 das humanistische Gymnasium in Leobschütz. Anschließend begann er 1938 ein Studium der Theologie und Rechtswissenschaften an den Universitäten von Breslau, Wien und Göttingen, das er kriegsbedingt unterbrechen musste. Während des Zweiten Weltkriegs war er zwischen 1940 und 1945 Soldat der Wehrmacht, zuletzt als Offizier in der Panzertruppe, und wurde schwer verwundet.
Im Jahr 1946 schloss er sein Studium mit dem Ablegen beider juristischer Staatsprüfungen ab und wurde Mitglied der CDU. Im Anschluss an seine juristische Vorbereitungszeit war er 1951/52 bei der Bezirksregierung Köln als Beamter im höheren Dienst beschäftigt. Daran folgend war Moch als Hilfsreferent im Innenministerium von Nordrhein-Westfalen angestellt und zwischen 1954 und 1957 war er, zunächst in Aachen und dann in Duisburg, der stellvertretende Polizeipräsident. 1957 wurde er Referent im Innenministerium von Nordrhein-Westfalen und 1959 ging er nach Berlin, um dort die Stelle des Polizeivizepräsidenten anzutreten. Nachdem er acht Jahre dieses Amt ausgeübt hatte, wurde er im Dezember 1967 in Nachfolge von Erich Duensing Polizeipräsident in West-Berlin.
Das Amt des Polizeipräsidenten übte er jedoch nur kurz aus. Bereits im August 1968 lag Moch mit einem Kreislaufkollaps sowie  Asthmabeschwerden im Krankenhaus und musste sich vom Senatsrat Hans-Joachim Prill (SPD) vertreten lassen. 1969 übernahm Klaus Hübner als sein Nachfolger das Berliner Polizeipräsidium.